# Cesare Benedetti
Cessar Benedetti (Rovereto, 3 de agosto de 1987) é um ciclista italiano profissional que corre na equipa alemão Bora-Hansgrohe. Como amador ganhou o Troféu Edil C 2008 como prova mais prestigiosa debutando como profissional com o Liquigas como stagiaire no final do 2009. Em 2010 alinhou pelo Team NetApp onde permanece na actualidade.

## Palmarés
- 2019
  - 1 etapa do Giro d'Italia

## Resultados em Grandes Voltas e Campeonatos do Mundo
Durante a sua carreira desportiva tem conseguido os seguintes postos nas Grandes Voltas e nos Campeonatos do Mundo em estrada:
| Corrida            | Corrida            | 2010 | 2011 | 2012  | 2013 | 2014 | 2015 | 2016  | 2017  | 2018  | 2019 | 2020 |
| ------------------ | ------------------ | ---- | ---- | ----- | ---- | ---- | ---- | ----- | ----- | ----- | ---- | ---- |
|                    | Giro d'Italia      | —    | —    | 107.º | —    | —    | —    | —     | 115.º | 108.º | 74.º | 94.º |
|                    | Tour de France     | —    | —    | —     | —    | —    | —    | 128.º | —     | —     | —    | —    |
|                    | Volta a Espanha    | —    | —    | —     | —    | —    | —    | 93.º  | Ab.   | —     | —    | —    |
| Mundial em Estrada | Mundial em Estrada | —    | —    | —     | —    | —    | —    | —     | —     | —     | —    | —    |

—: não participa
Ab.: abandono

## Equipas
- Liquigas (2009)
- NetApp/Bora (2010-)
  - Team NetApp (2010-2012)
  - Team NetApp-Endura (2013-2014)
  - Bora-Argon 18 (2015-2016)
  - Bora-Hansgrohe (2017-)